# Laura Herrero Garvín
Laura Herrero Garvín (Toledo, 1985) es una directora y fotógrafa de cine documental española. Inició su carrera profesional como documentalista en México. En 2011 fue cofundadora de la productora de cine mexicana La Sandía Digital. Es especialmente conocida por el documental La Mami (2019).  

## Trayectoria
Formada como Ingeniera Técnico de Telecomunicación con especialidad en Sonido e Imagen por la Universidad de Castilla-La Mancha, la Technische Universität Graz, en Austria, y el Instituto Tecnológico de Sonora, México; y en 2010 realizó la carrera intensiva de Cine en la Asociación Mexicana de Cineastas Independientes, en México.
Llegó por primera vez a México en 2008 gracias a un intercambio académico y este país desarrollo su carrera como documentalista. Allí pasó ocho años, entre los 22 y los 32 años. A su regreso a España tras su primer documental, El Remolino (2016), realizó el Máster de Creación Documental de la Universidad Pompeu Fabra de Barcelona.
Empezó en el cine político y social formando parte del colectivo EmergenciaMX, nacido en 2011 a partir de un movimiento social de familiares y desaparecidos en la guerra contra el narco. Allí, ha explicado, aprendió a grabar, coger una cámara y construir un discurso. También en 2011 con una documentalista del colectivo fue cofundadora de la La Sandía Digital, Laboratorio de Cultura Audiovisual A.C. una productora colectiva y feminista de dónde es realizadora, cinefotógrafa y editora.
En mi llegada a México empecé a hacer un cine más político y social y luego, de alguna forma, fui encontrando la manera de cómo me quería posicionar ante el cine que quería hacer. Fui trabajando un lado más autoral e íntimo que trabajara con esencia, emociones más propias y en relación conmigo misma.
En 2012 presentó junto a Laura Salas el documental "Son duros los días sin nada" sobre la historia de tres mujeres y su lucha por reconstruir sus comunidades en Chiapas y Oaxaca (México) que recorrió diversos festivales y recibió varios premios.
Tras realizar varios cortos, su ópera prima, El remolino (2016), un relato sobre la situación de las mujeres a través de una familia que vive en una zona azotada por las inundaciones, fue estrenada internacionalmente en el Festival de Cine de Locarno y ganó el Festival DocumentaMadrid de 2017. También La Mami (2019) surge en el marco de La Sandía Digital. El documental muestra a un grupo de mujeres que trabajan el cabaret Barba Azul de Ciudad de México. Para filmarlo visitándolas y hablando con ellas hasta ganar su confianza y lograr que se sintieran cómodas ante las cámaras.

## Filmografía
- Mirando al cielo (2011)
- Son duros los días sin nada. (2012) 75'  Dirección de Laura Herrero Garvín con Laura Salas. México
- Mouvement (2013) Dirección. Bélgica
- Instan précis (2014) corto Dirección, fotografía y edición. Francia
- Acuario (2014) corto Dirección, fotografía y edición. Francia
- El remolino (2016) 73'  Guion, dirección y fotografía. México
- ¿Me vas a gritar? (2018) corto 11' Guion, dirección y fotografía. México
- Borrando la frontera (Erasing the border) (2018) corto 11' Guion y dirección. México - USA
- La Mami (2019) 80'  Guion, dirección y fotografía. México - España

## Premios y reconocimientos

### El remolino
- 2017 Documenta Madrid. Mejor película.[7]
- 2017 Premio al Mejor Documental largo internacional del X Festival Internacional de Cine y Medio Ambiente de Zaragoza[8]

### La Mami
- Premio Film Nacional del Festival L'Alternativa
- Mención del Premio de la Crítica. Festival D'A 2020[9]
- Mejor Documental Tempo Documentary Film Fest
- Seleccionado por el II Festival On Line Mujeres en el Cine 2021[10]